# Asgeir
Asgeir ist ein männlicher Vorname.

## Herkunft und Bedeutung
Der Name Asgeir ist eine Variante des norwegischen Namens Åsgeir, der sich von altnordisch ÁsgæiRR ableitet. Dieser besteht aus AS (Gott) und GEIR (Speer).

## Varianten
- Ásgeir (isländisch)
- Asger, Eske, Esge, Asgar (dänisch)
- Ansgar (deutsch)
- Oskar / Oscar

## Namensträger
- Asgeir Dølplads (1932–2023), ehemaliger norwegischer Skispringer.